# Joint Inquiry into Intelligence Community Activities before and after the Terrorist Attacks of September 11, 2001
Die Untersuchung Joint Inquiry into Intelligence Community Activities before and after the Terrorist Attacks of September 11, 2001 (amerikanische Original-Bezeichnung, zu deutsch: Gemeinsame Untersuchung der Aktivitäten der Geheimdienste vor und nach den Terroranschlägen am 11. September 2001) ist der Name der vom Senate Select Committee on Intelligence und dem House Permanent Select Committee on Intelligence, zwei Unterausschüssen des Senats bzw. des Repräsentantenhauses der USA, durchgeführten Untersuchung über die Aktivitäten der US-amerikanischen Geheimdienste im Zusammenhang mit den Terroranschlägen am 11. September 2001. Sie begann im Februar 2002 und legte ihren Abschlussbericht inklusive der Minderheitenvoten im Dezember 2002 vor. Im Dezember 2013 wurde bekannt, dass 28 Seiten dieses Berichts zensiert wurden. Die Senatoren Walter Jones und Stephen Lynch forderten ihre Veröffentlichung.

## Ausschussauftrag, Mitglieder
Im Dezember 2001 forderten Resolutionen des Senats eine unabhängige Untersuchung während Präsident George W. Bush eine Untersuchung durch das Congressional Intelligence Committee vorzog. Vizepräsident Dick Cheney, Tom Daschle und Condoleezza Rice erreichten in Absprachen dann diesen Ausschuss, dessen Einsetzung am 14. Februar 2002 bekanntgegeben wurde.
Der demokratische Senator Bob Graham und der republikanische Abgeordnete Porter Goss (beide aus Florida) sowie als Stellvertreter (eigentlich: Vertreter der Minderheitspartei) der republikanische Senator Richard Shelby (Alabama) und die demokratische Abgeordnete Nancy Pelosi (Kalifornien) waren die Vorsitzenden der Untersuchungsausschüsse. L. Britt Snider, der ehemalige "inspector general" der CIA (etwa: Inspekteur für die CIA), arbeitete als Direktor für die Mitarbeitergruppe des Ausschusses. Er war dazu von George Tenet vorgeschlagen worden.

## Anhörungen
Die Anhörungen des Untersuchungsausschusses fanden am 18., 19., 20., 24., 26. September 2002 sowie am 1., 3., 8. und 17. Oktober 2002 statt.

## Anfangs nichtveröffentlichte Seiten
In einem Interview mit der WDR-Sendung Monitor bestätigte Graham die bereits früher geäußerten Vermutungen, dass in dem oft als „28 pages“ bezeichneten Teil eine deutliche Verbindung nach Saudi-Arabien nachzulesen sei.
Diese 2002 zensierten 28 Seiten wurden 14 Jahre nach der Erstveröffentlichung des Berichts freigegeben. Nach Ansicht der US-Regierung würden diese vormals geschwärzten Daten keine Verbindung zwischen Saudi-Arabien und den Entführern zeigen. In amerikanischen Medien hingegen wurden Gegenmeinungen vertreten, dass einige der Entführer Unterstützung von Personen erhalten hatten, die in Verbindung mit der saudischen Regierung standen. Die freigegebenen Seiten wurden bei 28pages.org im gesamten (noch immer nicht vollständig freigegebenen) Wortlaut veröffentlicht

## Ergebnis und Bewertung
Der Bericht wurde ohne Informationen darüber zu enthalten, was Präsident Bush eventuell vor dem 11. September 2001 über die Bedrohung wusste, abgeschlossen und herausgegeben.